# Noctusphecia
Noctusphecia is een geslacht van vlinders uit de familie wespvlinders (Sesiidae), onderfamilie Sesiinae.
Noctusphecia is voor het eerst wetenschappelijk beschreven door de Freina in 2011. De typesoort is Noctusphecia puchneri.

## Soort
Noctusphecia omvat de volgende soort:
- Noctusphecia puchneri de Freina, 2011